# Pleuroxus
Pleuroxus is een geslacht van kreeftachtigen uit de klasse van de Branchiopoda (blad- of kieuwpootkreeftjes).

## Soort
- Pleuroxus aduncus (Jurine, 1820)